# Мимикрия Вавилова
Мимикрия Вавилова — форма мимикрии растений, при которой дикорастущие растения приобретают одну или несколько характеристик  сельскохозяйственных культур через поколения  искусственного отбора. Явление названо в честь Николая Вавилова,  выдающегося российского и советского учёного-генетика, ботаника, селекционера, который определил центры происхождения культурных растений. 
Мимикрия Вавилова является примером результатов действия бессознательного искусственного отбора — человек бессознательно отбирает (вручную или при помощи сортировочных машин) формы сорных растений, более близкие к культурным по размеру и форме семян, времени созревания и распространяет их. Данная мимикрия возникает вопреки целям сельского хозяйства. Похожим образом развивается устойчивость к антибиотикам и гербицидам. Существует вероятность, что, переняв некоторое количество полезных качеств культурных растений, сорное растение может в итоге стать культурным. Такие виды будут вторичными сельскохозяйственными культурами. Вероятно, именно благодаря такому отбору вошли в культуру рожь и овёс — сорняки, засорявшие посевы пшеницы.